# Mydleniec
Mydleniec (Sapindus Tourn. ex L.) – rodzaj roślin z rodziny mydleńcowatych. Obejmuje 13 gatunków. Występują one w strefie klimatu tropikalnego i umiarkowanego ciepłego na obu kontynentach amerykańskich (od północnej Argentyny po południowe Stany Zjednoczone) oraz w Azji Południowo-Wschodniej od Pakistanu po Japonię, poprzez Indie, Himalaje, Półwysep Indochiński, Chiny i Półwysep Koreański, na południu sięgając po wyspy Cejlon, Sumatrę i Jawę, poza tym w Australii i na Hawajach. Rośliny introdukowane z tego rodzaju występują w równikowej Afryce, w Filipinach i na Nowej Gwinei. Rosną zwykle w różnych formacjach leśnych i na skalistych stokach gór.
Mięsiste rozłupnie tych roślin wykorzystywane są jako środek mydlący i piorący. Saponiny z gatunków S. mukorossi i S. trifoliatus wykorzystywane są do oszałamiania ryb, a z S. rarak mają działanie grzybo- i ślimakobójcze. Wszystkie gatunki sadzone są także jako rośliny ozdobne. Owoce mydleńca właściwego wykorzystywane są w naszyjnikach lei na Hawajach.

## Morfologia

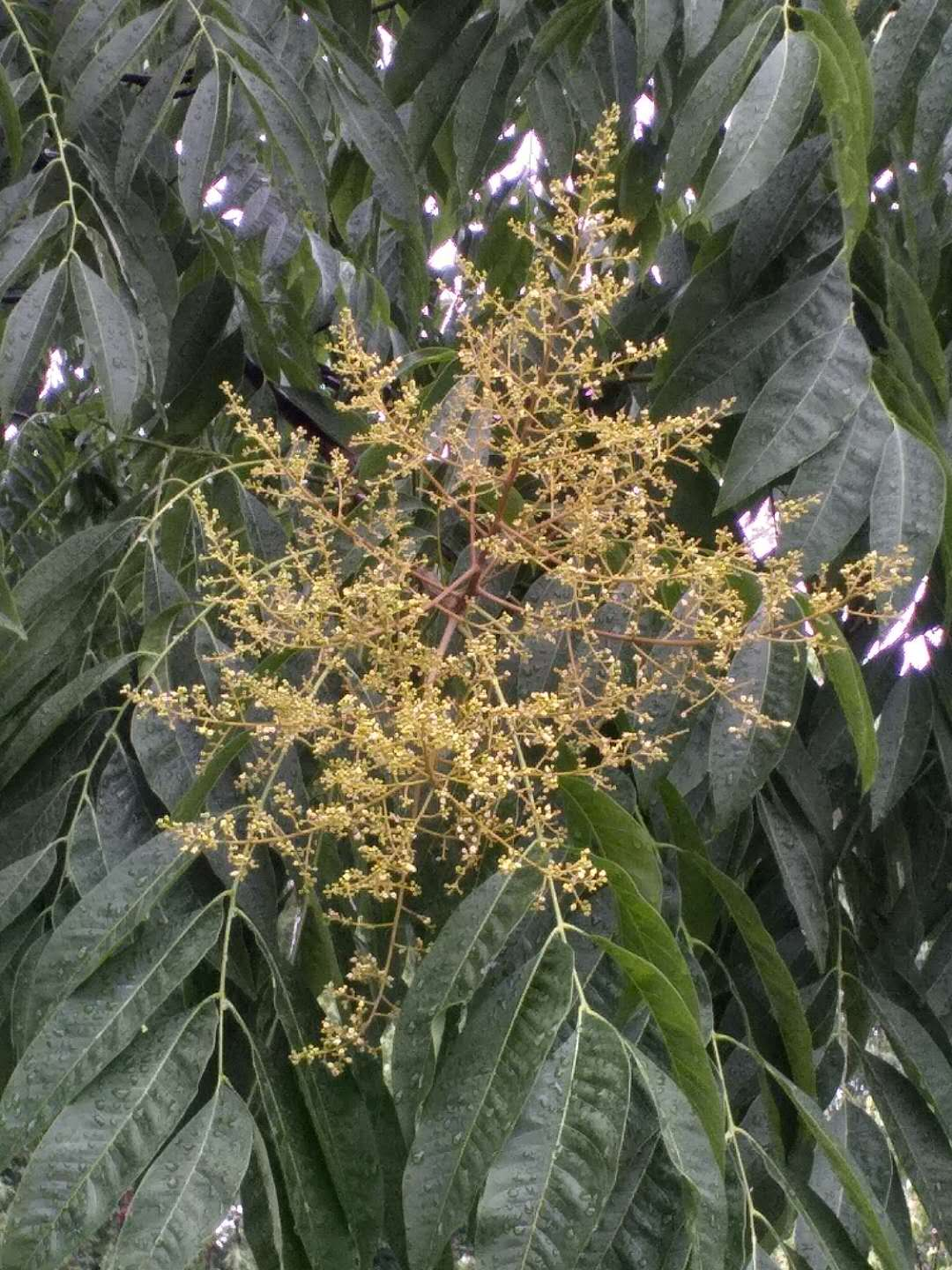
Kwiatostan mydleńca właściwego

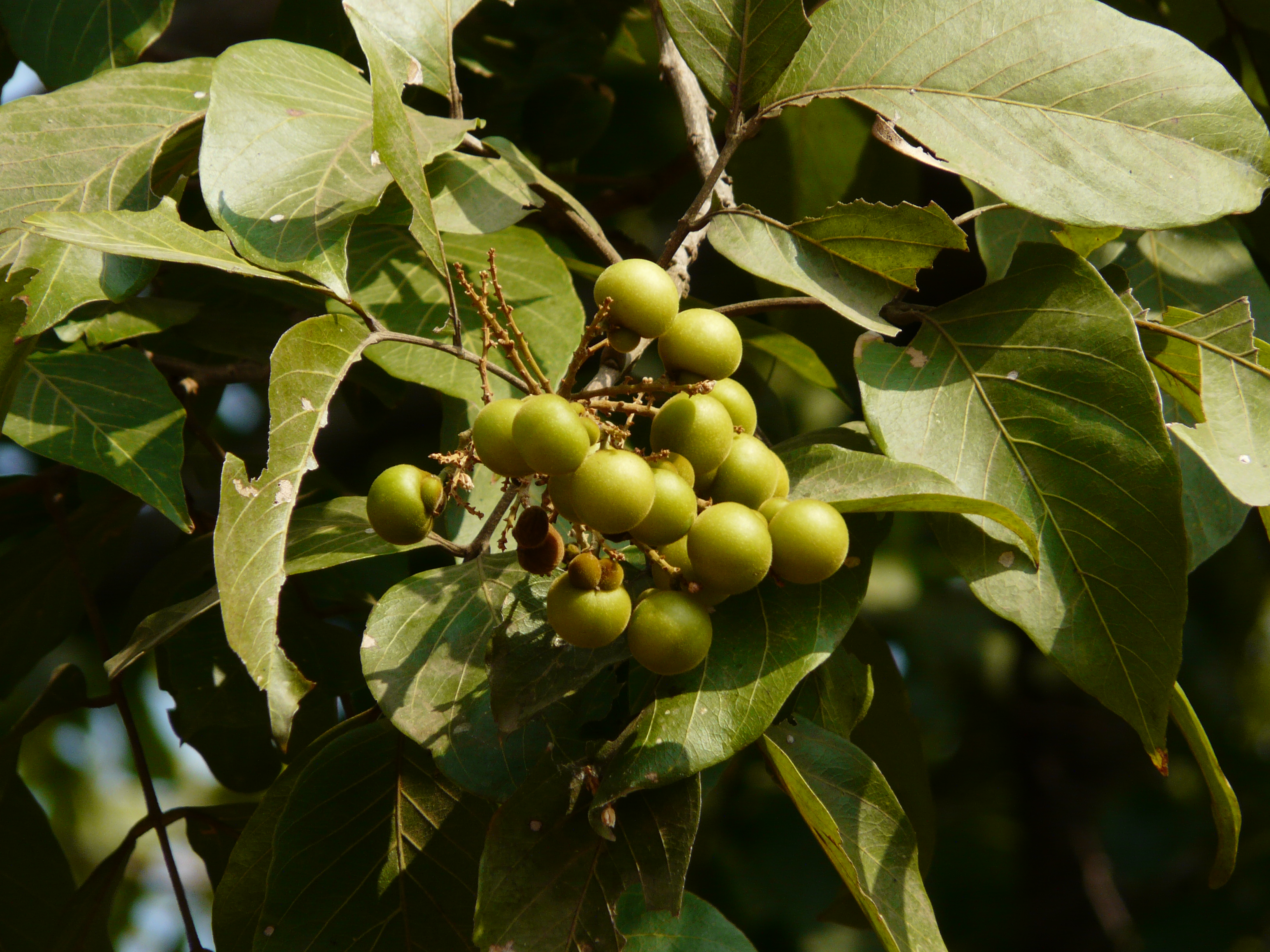
Owoce Sapindus trifoliatus

PokrójRzadko krzewy, częściej drzewa osiągające do 15 m wysokości.
LiścieZimozielone i sezonowe, skrętoległe, bez przylistków. Blaszka parzysto pierzasta (szczytowy listek szczątkowy). Listki ułożone na osi liścia zwykle naprzeciwlegle w 2–8 parach lub skrętoległe, zwykle całobrzegie, czasem piłkowane.
KwiatyJednopłciowe, podczas gdy rośliny są duodichogamiczne – kwitną, rozwijając najpierw tylko kwiaty męskie, później żeńskie i w końcu ponownie męskie. Kwiaty są drobne i zebrane w okazałe, silnie rozgałęzione szczytowo kwiatostany wiechowate. Podsadki i przysadki są drobne i igiełkowate. Kwiaty są grzbieciste i promieniste. Działki kielicha są wolne, występują w liczbie pięciu, rzadziej czterech, czasem dwie zewnętrzne są mniejsze od pozostałych. Płatki korony są cztery lub jest ich pięć, gdy jest ich pięć zwężone są u nasady w paznokieć, u nasady płatków występuje para lub pojedyncza łuska. Dysk miodnikowy w kształcie pierścienia lub kubeczka. Pręcików w kwiatach męskich jest 8 i wystają one ponad okwiat. Nitki pręcików w dolnej części są owłosione. W kwiatach żeńskich zalążnia jest jajowata lub stożkowata, tworzona przez trzy owocolistki i trójkomorowa. W każdej z komór znajduje się pojedynczy zalążek. Szyjka słupka jest krótka i zwieńczona główkowatym lub trójdzielnym znamieniem.
OwoceRozłupnie rozdzielające się na kuliste rozłupki o mięsistej owocni. Nasiona kuliste.

## Systematyka
Rodzaj z podrodziny Sapindoideae z rodziny mydleńcowatych Sapindaceae.
Wykaz gatunków
- Sapindus chrysotrichus Gagnep.
- Sapindus delavayi (Franch.) Radlk.
- Sapindus drummondii Hook. & Arn.
- Sapindus emarginatus Vahl
- Sapindus lippoldii I.M.Turner
- Sapindus mukorossi Gaertn.
- Sapindus oahuensis Hillebr. ex Radlk.
- Sapindus rarak DC.
- Sapindus saponaria L. – mydleniec właściwy[6]
- Sapindus sonlaensis H.M.Tam, N.K.Khoi, N.T.Cuong & T.B.Tran
- Sapindus tomentosus Kurz
- Sapindus trifoliatus L.
- Sapindus vitiensis A.Gray